# Ponovno 17 (2009.)
Ponovno 17 (eng. 17 Again) je fantastična komedija Burra Steersa iz 2009. U glavnim ulogama pojavljuju se Zac Efron, Matthew Perry, Leslie Mann, Thomas Lennon, Michelle Trachtenberg i Sterling Knight.

## Radnja
1989., Michael O'Donnell je bio sportska zvijezda s punom stipendijom. Naizgled je imao sve, ali večer prije utakmice za prvenstvo, njegova djevojka Scarlett ga je obavijestila da je trudna. U tom trenutku je odlučio odbaciti sve i zaprositi je.
Dvadeset godina kasnije, Mikeov život je postao kolotečina. Scarlett se rastala od njega, natjeravši ga da se preseli svom najboljem prijatelju, geeku i milijunašu Nedu Goldu, nezadovoljan je poslom, a djeca Maggie i Alex ne žele ga ni vidjeti. Posjetivši Hayden High School kako bi se podsjetio na život koji je odbacio, susretne misterioznog domara, a po povratku kući, odjednom se transformira u sebe sa 17 godina.
Ned mu posluži kao otac i on se ponovno upisuje u srednju školu, vjerujući kako mu je dana prilika da ponovno preuzme konce života u svoje ruke, "ali da napravi pravu stvar". Međutim, zatim otkrije da njegova kći hoda s kapetanom košarkaške momčadi Stanom, koji je nasilan prema njegovu sinu. Shvaća kako je njegova prava misija pomoći svojoj djeci pa se sprijatelji s Alexom. Uz Mikeovu (koji se predstavlja kao Mike Gold) pomoć, Alex dobiva mjesto u košarkaškoj momčadi i djevojku koju je želio. Utješi i Maggie nakon što ju je ostavio Stan, koji ju je nagovarao na seks. U međuvremenu, pomaže Scarlett u ukrašavanju njezina vrta, stekavši tako njeno poštovanje.
U međuvremenu, Neda odbija ravnateljica srednje škole Jane Masterson. Iako njegovi prvotni pokušaji udvaranja propadaju, ubrzo se zbliže zbog zajedničke ljubavi prema Gospodaru prstenova. Međutim, kad ju je vodio kući, otkrivaju kako ondje traje razuzdana zabava. Kako bi proslavili Alexov pogodak za pobjedu u košarkaškoj utakmici, "Mark" je priredio pobjedničku zabavu. Kad se Scarlett pojavi u potrazi za Alexom, Mikeovi osjećaji za nju se ponovno bude i on je krene poljubiti. To ugledaju Maggie i njezini prijatelji, kojima se to zgadi.
Sljedećeg jutra, Ned podsjeti Mikea da je tog dana saslušanje u slučaju njegova razvoda sa Scarlett. On se ondje pojavi kao Mark kako bi pročitao pismo Mikea O'Donnella koje nju dirne. No, nakon što je vidjela "pismo" (koje je zapravo samo komad papira), ona shvaća istinu. Kasnije, na finalnoj utakmici, Mike napravi gestu koju ona prepozna kao njegovu. Shvativši kako se nalazi u istoj situaciji kao i prije dvadeset godina, ona pobjegne. Mike je počne slijediti, predavši loptu Alexu, koji postiže pobjednički koš. Domar ugleda Mikea i pretvori ga u odraslog muškarca, a on i Scarlett se pomire.
Na kraju, Mike se pomiruje s obitelji i postaje trener srednjoškolske košarkaške momčadi. Sretan je i Ned, čija veza s ravnateljicom Masterson kreće nabolje.

## Glumci
- Zac Efron kao Mike O'Donnell (sa 17 godina)
- Leslie Mann kao Scarlet O'Donnell
- Thomas Lennon kao Ned Gold
- Michelle Trachtenberg kao Margaret "Maggie" Sarah O'Donnell
- Sterling Knight kao Alex O'Donnell
- Hunter Parrish kao Stan (Maggien dečko)
- Matthew Perry kao Mike O'Donnell (s 37 godina)
- Melora Hardin kao ravnateljica Jane Masterson
- Brian Doyle-Murray kao domar
- Adam Gregory kao Dom
- Katerina Graham kao Jaime
- Drew Sidora kao Ceaira
- Melissa Ordway kao Lauren
- Josie Loren kao Nicole
- Nicole Sullivan kao Naomi
- Allison Miller kao mlada Scarlet
- Tyler Steelman kao mladi Ned
- Jeremy Suarez kao mladi domar

## Soundtrack
Album 17 Again: Original Motion Picture Soundtrack objavljen je 21. travnja 2009.
| 1.    | »On My Own«                         | Vincent Vincent and The Villains | 2:35 |
| 2.    | »Can't Say No«                      | The Helio Sequence               | 3:33 |
| 3.    | »L.E.S. Artistes«                   | Santigold                        | 3:25 |
| 4.    | »Naive«                             | The Kooks                        | 3:23 |
| 5.    | »This Is Love«                      | Toby Lightman                    | 2:53 |
| 6.    | »You Really Wake Up the Love in Me« | Duke Spirit                      | 2:42 |
| 7.    | »The Greatest«                      | Cat Power                        | 3:22 |
| 8.    | »Rich Girls«                        | The Virgins                      | 3:04 |
| 9.    | »This Is For Real«                  | Motion City Soundtrack           | 3:10 |
| 10.   | »Drop«                              | Ying Yang Twins                  | 3:49 |
| 11.   | »Cherrish«                          | Kool & the Gang                  | 3:59 |
| 12.   | »Bust a Move«                       | Young MC                         | 4:25 |
| 13.   | »Danger Zone«                       | Kenny Loggins                    | 3:36 |
| 41:16 |                                     |                                  |      |

## Reakcije
Ponovno 17 je postigao veliki komercijalni uspjeh vrativši gotovo četiri puta od procijenjenog produkcijskog budžeta. Film je prvog dana u domaćim kinima zaradio 9.465.000 dolara, a vikend je završio na prvom mjestu s ukupno 23,7 milijuna dolara. S druge strane, kritički nije polučio toliki uspjeh; na Rotten Tomatoesu je prikupljeno 107 profesionalnih recenzija od kojih je 57 posto pozitivno. Metacritic je prikupio 27 recenzija od kojih je 48 posto pozitivnih što film smješta u kategoriju srednje ocijenjenih.

## Vanjske poveznice
- Službena stranica
- Ponovno 17 u internetskoj bazi filmova IMDb-a
- Ponovno 17 na Rotten Tomatoes